# Port lotniczy Halali
Port lotniczy Halali (IATA: HAL, ICAO: FYHI) – port lotniczy położony w Halali, w Namibii.